# のしいか
のしいか（伸し烏賊、熨斗烏賊）とは、乾燥させたイカを調味液に浸し、薄く伸ばした食べ物。珍味のひとつであり、おやつや酒のつまみとすることが多い。
本来はスルメをみりんに浸した後、木槌で打ち延ばしたものであり、江戸時代には松前藩の特製品として将軍家に献上されていたとされている。現在では下処理をしたイカを調味液に浸し、それをローラーで伸ばして製造されており、調味液にみりんだけでなく砂糖や蜂蜜などを使用し、甘く仕上げたものも存在している。
1970年代の貿易自由化によって原料であるイカの入手が困難になった際にスケトウダラのすり身とイカ粉を薄く伸ばしてのしいかを再現した商品が現れた。現在でも駄菓子を中心として同様の製品が販売されている。
朝市などではその場で加熱してローラーで伸ばす実演販売が行われていることもある。